# Saint-jean-de-la-porte (AOC)
Le saint-jean-de-la-porte, ou vin de Savoie Saint-Jean-de-la-Porte, est un vin rouge de Savoie, produit sur la commune de Saint-Jean-de-la-Porte. C'est une dénomination géographique au sein de l'appellation d'origine contrôlée vin de Savoie depuis 1973.

## Histoire

### Antiquité
Comme dans toute la vallée de l’Isère, la colonisation romaine développa la culture de la vigne , ce qui incita les riches patriciens à se faire construire ici leurs villae urbana.

### Moyen Âge
Les vins du cru sont en pleine renaissance dès le XIe siècle. Au XIIIe et XIVe siècle, leur qualité est bien assise et ils sont réservés aux tables des évêques et des comtes de Savoie, tant à Chambéry qu'à Turin.

### Période moderne
On sait qu'après l'occupation des troupes espagnoles de 1742 à 1748, la mondeuse qui jouxtait le château de Saint-Philippe fut rebaptisée Mondeuse des Maures (ce qui fut déformé en mondeuse de la mort).
Au XVIIIe siècle, le vignoble appartenait à plusieurs propriétaires. Le premier était les Hospices de Chambéry. Quelques gros propriétaires extérieurs à la commune ont laissé trace de leurs noms comme les familles De Laravoire, Riverieux de Chambost, Decerteau et Jacquemet. 
Au siècle suivant, les vignes couvrent l'ensemble du coteau jouxtant le village. Le vin de Saint-Jean-de-la-Porte est en grande renommée. En 1807, le préfet Verboeilh proclame « la partie supérieure de cette commune est couverte de ses meilleurs vignobles ». Trente ans plus tard, ce même cru est toujours considéré comme « le plus exquis de la Savoie ».

### Période contemporaine
La crise du phylloxéra provoque la destruction du vignoble mais à la fin du XIXe siècle, les viticulteurs replantent de nouvelles vignes. La production du vignoble est relancée,. 

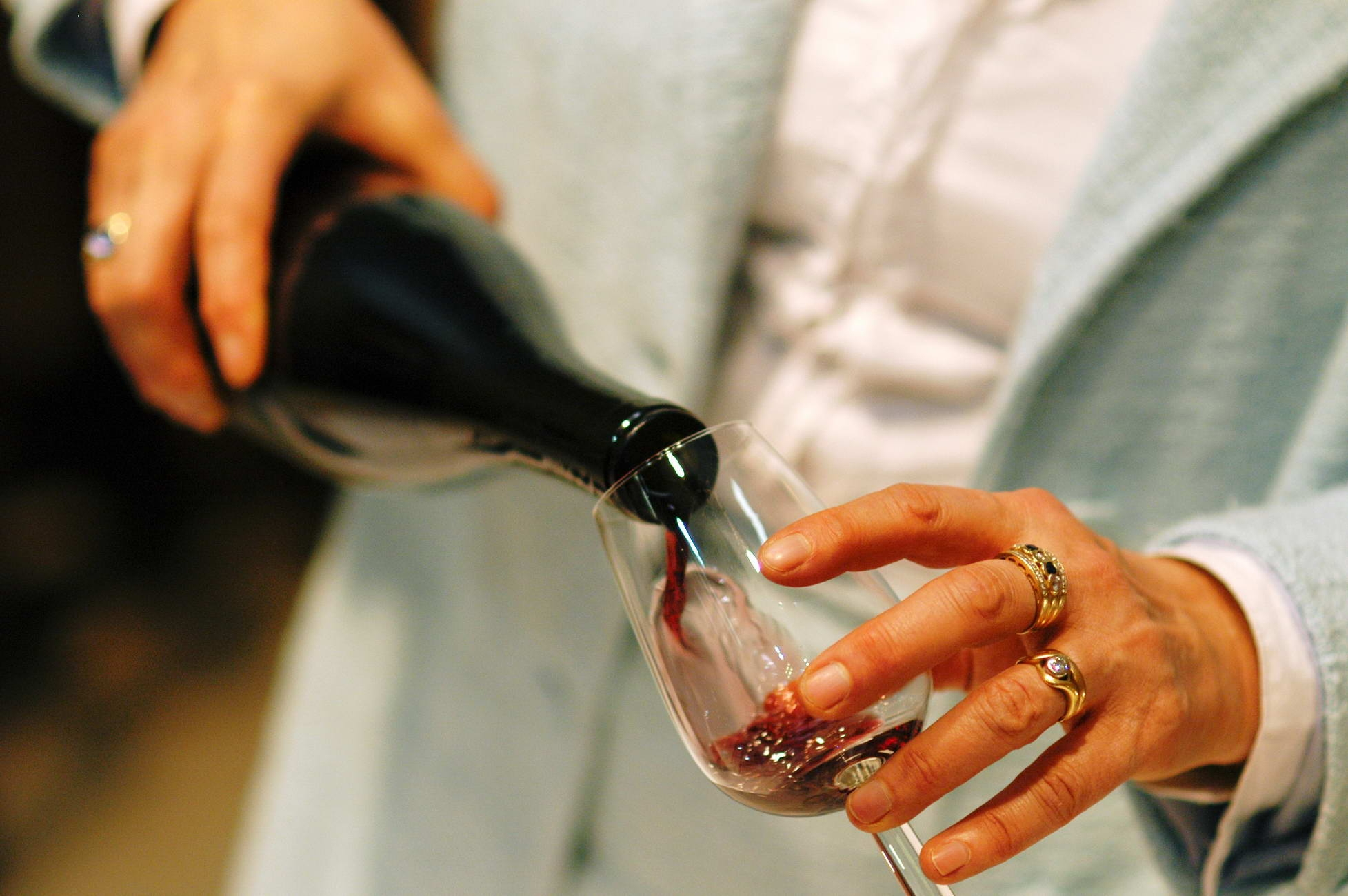
Dégustation de l'AOC Saint-jean-de-la-porte

Après la fin de la Seconde Guerre mondiale, un effort vers la qualité prédomine, et la mondeuse reçoit la mention VDQS (Vin Délimité de Qualité Supérieure). Cette appellation AOVDQS Vin de Savoie est, dès 1952 suivie du nom Montmélian pour garantir la provenance des vins. Puis, le 4 septembre 1973, l'INAO décrète le passage en AOC Savoie Saint-jean-de-la-porte,.  
Le Vin de Savoie Saint-jean-de-la-porte possède de nos jours le label européen AOP (Appellation d'Origine Protégée).

## Géographie
L’AOC Vin de Savoie saint-jean-de-la-porte est le dernier cru situé dans la Combe de Savoie quand on remonte vers Albertville. 

### Orographie
Le vignoble, dont les parcelles sont disséminées sur plusieurs coteaux, s'étend au pied du massif des Bauges. Ces coteaux sont tous situés sur la rive droite de l’Isère. 

### Géologie
Ce terroir viticole est composé de sols d'alluvions, de moraines glaciaires, de cônes d’éboulis et de terrasses fluviales. Les ceps sont essentiellement plantés sur des sols marneux.

### Climat
Ce terroir bénéficie d'un climat continental-montagnard, avec des influences océanique et méditerranéenne. De plus dans cette région de montagne, l'ensoleillement est relativement important.
Les relevés suivants ont été effectués à l'aéroport de Chambéry - Savoie à 234 m d'altitude :
| Mois                                  | jan.            | fév.             | mars             | avril           | mai             | juin            | jui.            | août            | sep.          | oct.            | nov.             | déc.             | année          |
| ------------------------------------- | --------------- | ---------------- | ---------------- | --------------- | --------------- | --------------- | --------------- | --------------- | ------------- | --------------- | ---------------- | ---------------- | -------------- |
| Température minimale moyenne (°C)     | −1,4            | −0,7             | 2,1              | 5,1             | 9,7             | 12,8            | 14,7            | 14,2            | 11            | 7,4             | 2,5              | −0,2             | 6,5            |
| Température moyenne (°C)              | 2,2             | 3,6              | 7,4              | 10,7            | 15,3            | 18,7            | 21,1            | 20,4            | 16,5          | 12,1            | 6,3              | 3,1              | 11,5           |
| Température maximale moyenne (°C)     | 5,8             | 7,9              | 12,6             | 16,3            | 20,8            | 24,6            | 27,4            | 26,6            | 22            | 16,7            | 10,1             | 6,4              | 16,5           |
| Record de froid (°C) date du record   | −19 07-01-1985  | −14,4 05-02-2012 | −10,3 02-03-2005 | −4,6 13-04-1986 | −1,4 06-05-1979 | 2,8 05-06-1975  | 5,4 08-07-1978  | 5 30-08-1986    | 1 30-09-1995  | −4,3 31-10-1997 | −10,8 27-11-2005 | −13,5 30-12-1976 | −19 07-01-1985 |
| Record de chaleur (°C) date du record | 17,9 02-01-2003 | 20,5 07-02-2001  | 25,1 26-03-2006  | 29,5 28-04-2012 | 32,7 25-05-2009 | 36,1 25-06-2003 | 38,8 07-07-2015 | 38,8 11-08-2003 | 32 14-09-1987 | 29 02-10-1985   | 23,3 06-11-1997  | 22,7 18-12-1989  | 38,8           |
| Ensoleillement (h)                    | 77,7            | 104,4            | 156,7            | 172,8           | 202,5           | 234             | 260,1           | 232,5           | 176,3         | 121,4           | 71,2             | 60,6             | 1 870,3        |
| Précipitations (mm)                   | 102,6           | 91,5             | 100              | 92,2            | 104,2           | 94,8            | 86,6            | 91,7            | 111,8         | 122,6           | 105              | 118              | 1 221          |

| Diagramme climatique                                  |             |            |             |              |              |              |              |           |              |            |            |
| J                                                     | F           | M          | A           | M            | J            | J            | A            | S         | O            | N          | D          |
| 5,8−1,4102,6                                          | 7,9−0,791,5 | 12,62,1100 | 16,35,192,2 | 20,89,7104,2 | 24,612,894,8 | 27,414,786,6 | 26,614,291,7 | 2211111,8 | 16,77,4122,6 | 10,12,5105 | 6,4−0,2118 |
| Moyennes : • Temp. maxi et mini °C • Précipitation mm |             |            |             |              |              |              |              |           |              |            |            |

## Vignoble

### Présentation
Administrativement, son aire de production se limite à la commune de Saint-Jean-de-la-Porte,. Pourtant, de la révolution de 1789 jusqu'au milieu du XXe siècle, le vignoble s'étendait sur l'ensemble du coteau où sont implantés les trois villages de Montlambert.

### Encépagement
Ce cru est un vin de mono-cépage, puisque seule la mondeuse noire est autorisée,.

### Techniques culturales et réglementaires

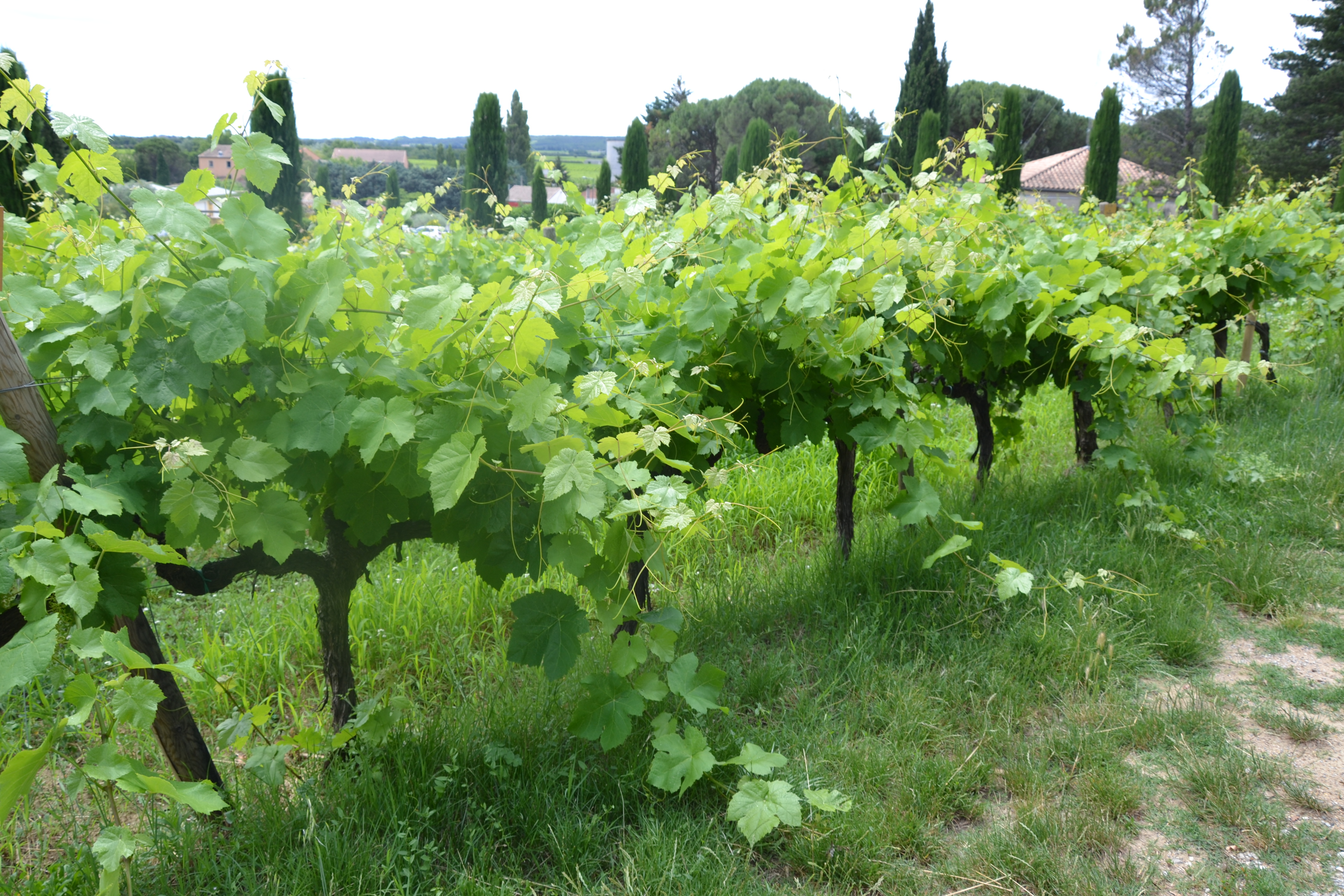
Vignes de mondeuse N conduite en taille courte

Si la densité minimale de plantation des vignes est fixée par décret à 5 000 pieds/ha, il existe des vignes à 6 000 pieds/ha qui permettent d'utiliser un tracteur vigneron ainsi que des vignes plantées à 8 000 pieds/ha qui nécessitent un tracteur enjambeur.
La taille guyot simple est généralisée (12 bourgeons au maximum) mais la taille courte est possible (8 bourgeons au maximum). Il est à signaler que cette dernière est obligatoire maintenant sur les mondeuses plantées après 1980.

### Vinification

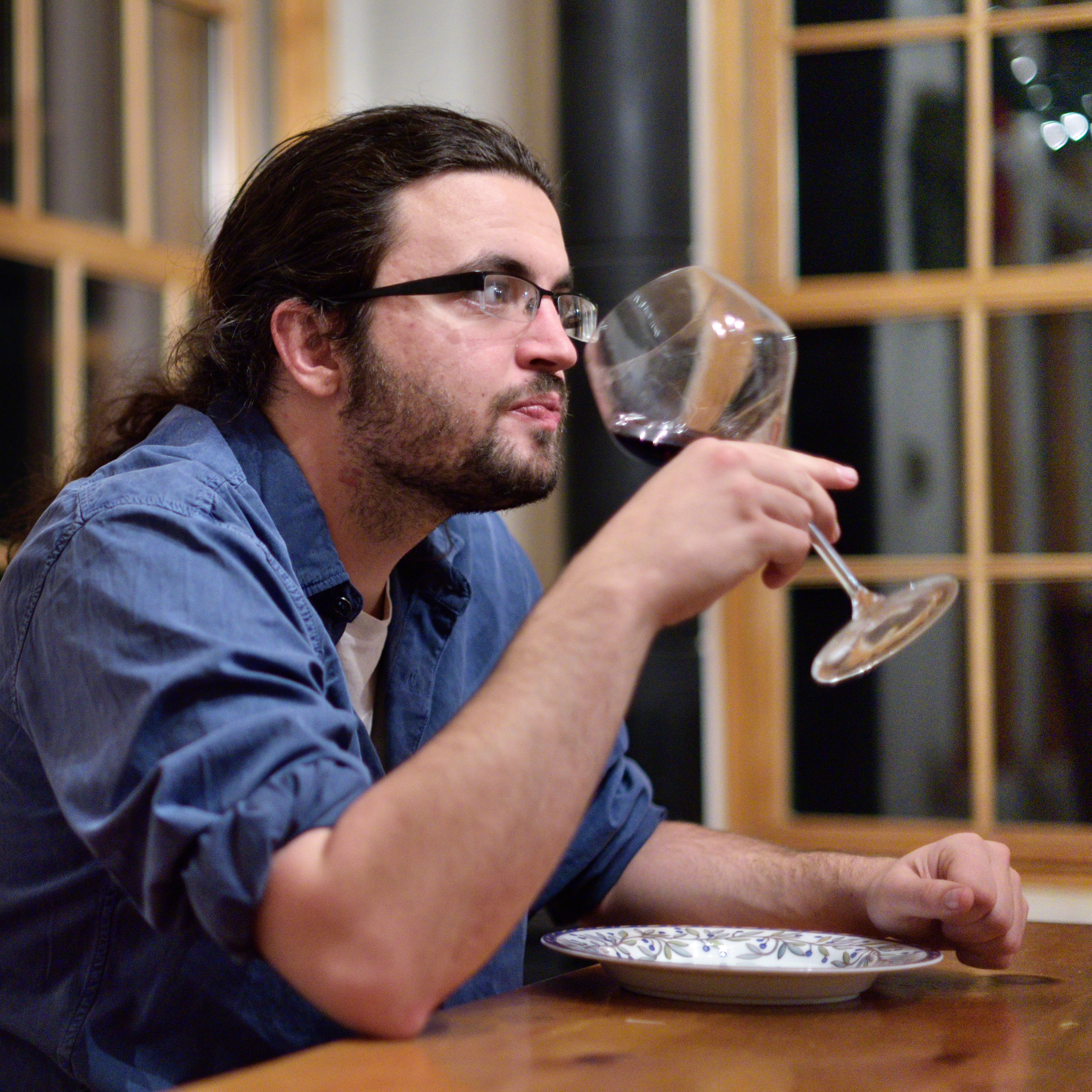
Dégustation d'un saint-jean-de-la-porte lors d'une fête des vins

L’appellation d’origine contrôlée Savoie Saint-Jean-de-la-Porte est réservée aux seuls vins tranquilles rouges. 

### Terroirs et vins
L’unique cépage « profite d'un terroir propice à la mise en valeur de ses atouts. ». Mais a prédominance de la mondeuse N est passée par de nombreux aléas. Lors de la campagne de 1994, le vignoble de Saint-Jean-de-la-Porte était d'environ 75 hectares dont 15 seulement planté en mondeuse. En 2005, il passa à 20 hectares produisant 1 200 hectolitres par an en moyenne de vin rouge. Actuellement sa superficie est 12 hectares, ce qui correspond à une production de vin annuelle de 700 hectolitres.

### Gastronomie
Ce vin rouge dégage des arômes de violettes et de petits fruits rouges spécifiques à la mondeuse. De plus, à l'agitation, on perçoit des notes plus poivrées et d'autres plus intenses de baies sauvages.

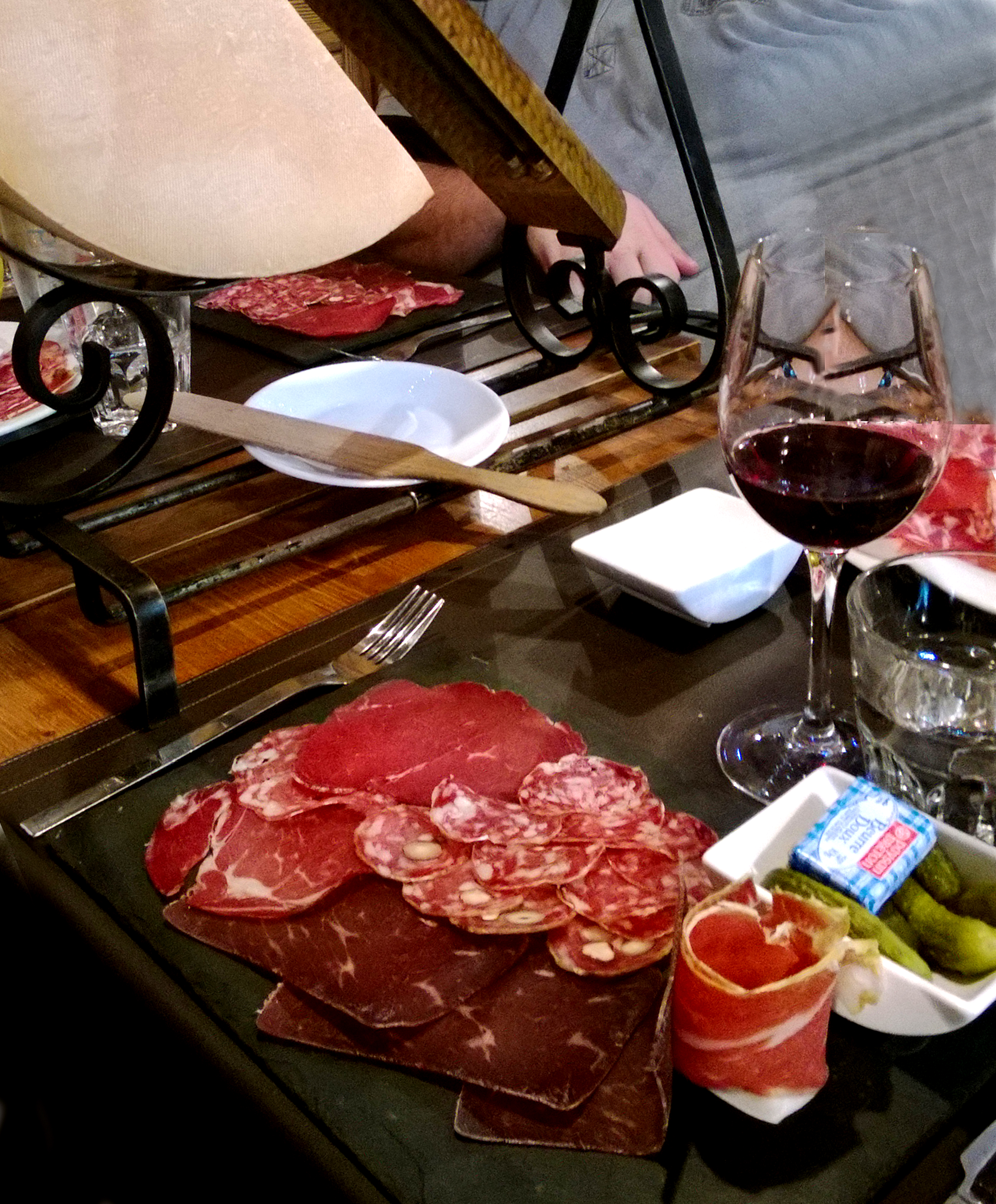
Raclette

La température idéale de service de ce vin est à 17° et son potentiel de garde se situe entre 2 et 6 ans. Il s'accorde heureusement avec des gibiers, viandes en sauces, fromages, gratin dauphinois, etc..